# Coccoloba paraensis
Coccoloba paraensis é um gênero de plantas com flores. Foi descrito pela primeira vez por Carl Daniel Friedrich Meisner. Coccoloba paraensis pertence ao gênero Coccoloba e à família Poligonáceas.
Está presente nas regiões norte e centro-oeste do Brasil, mais especificamente nos estados do Pará, do Amazonas e do Mato Grosso.